# Lycosa tarantuloides
Lycosa tarantuloides este o specie de păianjeni din genul Lycosa, familia Lycosidae, descrisă de Perty, 1833. Conform Catalogue of Life specia Lycosa tarantuloides nu are subspecii cunoscute.